# Kris Jogan
Kris Jogan, slovenski nogometaš, * 14. september 1991, Šempeter pri Gorici.
Jogan je profesionalni nogometaš, ki igra na položaju napadalca. Od leta 2022 je član italijanskega kluba Pro Romans. Pred tem je igral za slovenske klube Gorica, Bilje in Brda, hrvaško Rijeko, avstrijski Kufstein ter italijanske Nocerino, Averso Normanna, Sammaurese, San Donà, Gemonese 1919 in Premariacco. Skupno je v prvi slovenski ligi odigral 75 tekem in dosegel šest golov. Bil je tudi član slovenske reprezentance do 19 in 21 let. 
Tudi njegov brat Alen Jogan je bil nogometaš.